# Bathyonus pectoralis
Bathyonus pectoralis är en fiskart som beskrevs av Goode och Bean, 1885. Bathyonus pectoralis ingår i släktet Bathyonus och familjen Ophidiidae. Inga underarter finns listade.

## Bildgalleri

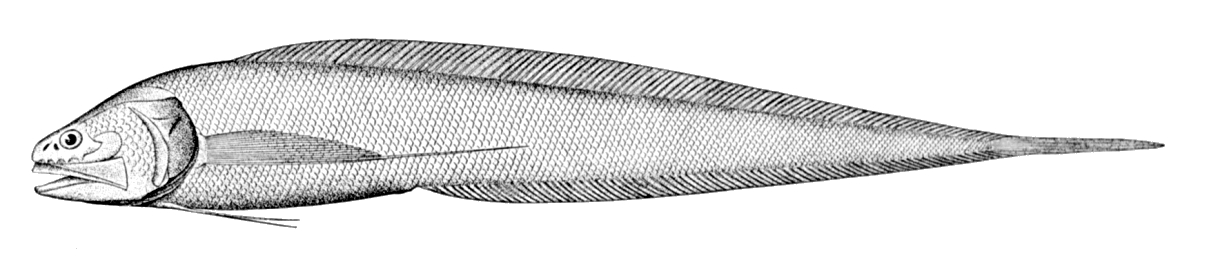